# Утба ибн Рабиа
Абу́-ль-Вали́д ‘У́тба ибн Раби́‘а аль-Кураши́ (араб. عتبة بن ربيعة‎; ум. 624, Бадр) — один из руководителей племени курайшитов, который отказался следовать за пророком Мухаммедом. Тесть  Абу Суфьяна. Был убит в битве при Бадре.

## Биография
Его полное имя: Абу-ль-Валид ‘Утба ибн Раби‘а ибн ‘Абд-Шамс ибн ‘Абд-Манаф аль-Кураши. Увидев большое количество последователей у Мухаммеда, Утба, посоветовавшись с другими лидерами курайшитов, пошёл к Пророку, чтобы предложить ему все, что он захочет, лишь бы отказаться от пропаганды своего учения. Утба бин Рабиа сказал: «Слушай, племянник! Я считаю тебя из нас средним по хозяйству, зато наивысшим по положению. Однако ты внес в наше племя нечто такое, чего еще никто до тебя не делал. И если посредством этого ты хочешь получить богатство - то за тебя похлопочет твое племя и соберет столько, что станешь самым богатым среди нас. Если же тебе нужна власть, то давай мы наделим тебя ею настолько, что будем слушаться только тебя и никого другого. Но если все это от бесноватости, и ты не можешь ничего с этим поделать, мы потратим любые средства чтобы вылечить тебя от этого. Если же ты хочешь стать нашим королём, то давай сделаем тебя таковым». В ответ Мухаммад только повторил суру Фуссилат («Разъяснены») с начала и до 37-го аята, затем совершил земной поклон. Это произвела на Утбу такое впечатление, что когда он присоединился к своим друзьям, он рекомендовал им больше не домогаться до Мухаммада. 
Накануне битвы при Бадре, он также тщетно пытался убедить курайшитов не идти против мусульман, предлагая лично заплатить компенсацию за убийство мусульманами Амра ибн аль-Хадрами. Сам Утба был смертельно ранен в бою, и его тело было брошено в общую яму.
Мухаммед говорил, что высоко ценил его подарки. Исламская традиция, возможно, немного более благоприятно относится к нему, так как он принадлежал к роду Абд-Шамс, а не Умави.
Его дочь Хинд была женой Абу Суфьяна. В битве при Ухуде она отомстила дяде пророка Мухаммеда, Хамзе, за убийство своего отца.